# Мазанашвілі Етері Миколаївна
Етері Миколаївна Мазанашвілі (1909, село Джіміті, тепер Ґурджаанський муніципалітет, Грузія — ?) — грузинська радянська діячка, ткаля, секретар парткому Тбіліської шовкоткацької фабрики. Член ЦВК Грузинської РСР. Обиралася членом ЦК ЛКСМ Грузії. Кандидат у члени ЦК КП(б) Грузії. Депутат Верховної ради СРСР 1-го скликання.

## Життєпис
Народилася в бідній селянській родині. Закінчила школу фабрично-заводського учнівства, вступила до комсомолу.
З 1929 року — робітниця, ткаля Тбіліської шовкоткацької фабрики. Організувала перший комсомольський цех на фабриці, систематично перевиконувала виробничі плани.
У 1930 році стала кандидатом у члени ВКП(б).
З 1931 року — голова фабричного комітету Тбіліської шовкоткацької фабрики. На 1936 рік — інструктор у дев'ятому комплекті ткацького цеху Тбіліської шовкоткацької фабрики. Член ВКП(б).
З вересня 1937 року — секретар партійного комітету (парткому) Тбіліської шовкоткацької фабрики.
Подальша доля невідома.